# Tynne (Równe)
Tynne (ukr. Тинне) – część miasta Równego na Ukrainie, siedziby obwodu rówieńskiego, położona ok. 5 km na zachód od centrum.
Pod koniec XIX wieku we wsi Tynne znajdowała się parafia prawosławna, której cerkwią filialną była cerkiew w Zołotyjowie.